# Френ (Эна)
Френ (фр. Fresnes) — коммуна во Франции, находится в регионе Пикардия. Департамент коммуны — Эна. Входит в состав кантона Вик-сюр-Эн. Округ коммуны — Лан.
Код INSEE коммуны — 02333.

## Население
Население коммуны на 2010 год составляло 152 человека.
| 1962 | 1968 | 1975 | 1982 | 1990 | 1999 | 2010 |
| ---- | ---- | ---- | ---- | ---- | ---- | ---- |
| 189  | 170  | 174  | 145  | 146  | 151  | 152  |

## Экономика
В 2010 году среди 97 человек трудоспособного возраста (15—64 лет) 71 были экономически активными, 26 — неактивными (показатель активности — 73,2 %, в 1999 году было 64,0 %). Из 71 активных жителей работали 62 человека (32 мужчины и 30 женщин), безработных было 9 (7 мужчин и 2 женщины). Среди 26 неактивных 5 человек были учениками или студентами, 12 — пенсионерами, 9 были неактивными по другим причинам.